# تعاونية النظام (ازغار)
تعاونية النظام هو دُوَّار يقع بجماعة اشبانات، إقليم سيدي قاسم، جهة الرباط سلا القنيطرة في المملكة المغربية. ينتمي الدوّار لمشيخة ازغار التي تضم 18 دوار. يقدر عدد سكانه بـ 141 نسمة حسب الإحصاء الرسمي للسكان والسكنى لسنة 2004.

## روابط خارجية
- البوابة الوطنية للجماعات الترابية نسخة محفوظة 12 مارس 2018 على موقع واي باك مشين.
- المندوبية السامية للتخطيط